# المقوالة (ذي السفال)

تعديل مصدري - تعديل

المقوالة هي إحدى قرى عزلة حبير بمديرية ذي السفال التابعة لمحافظة إب، بلغ تعداد سكانها 407 نسمة حسب تعداد اليمن لعام 2004.